# Arowana
Arowana (Osteoglossum bicirrhosum) är en fiskart som först beskrevs av Cuvier 1829.  Arowana ingår i släktet Osteoglossum och familjen Osteoglossidae. Inga underarter finns listade i Catalogue of Life.

## Bildgalleri

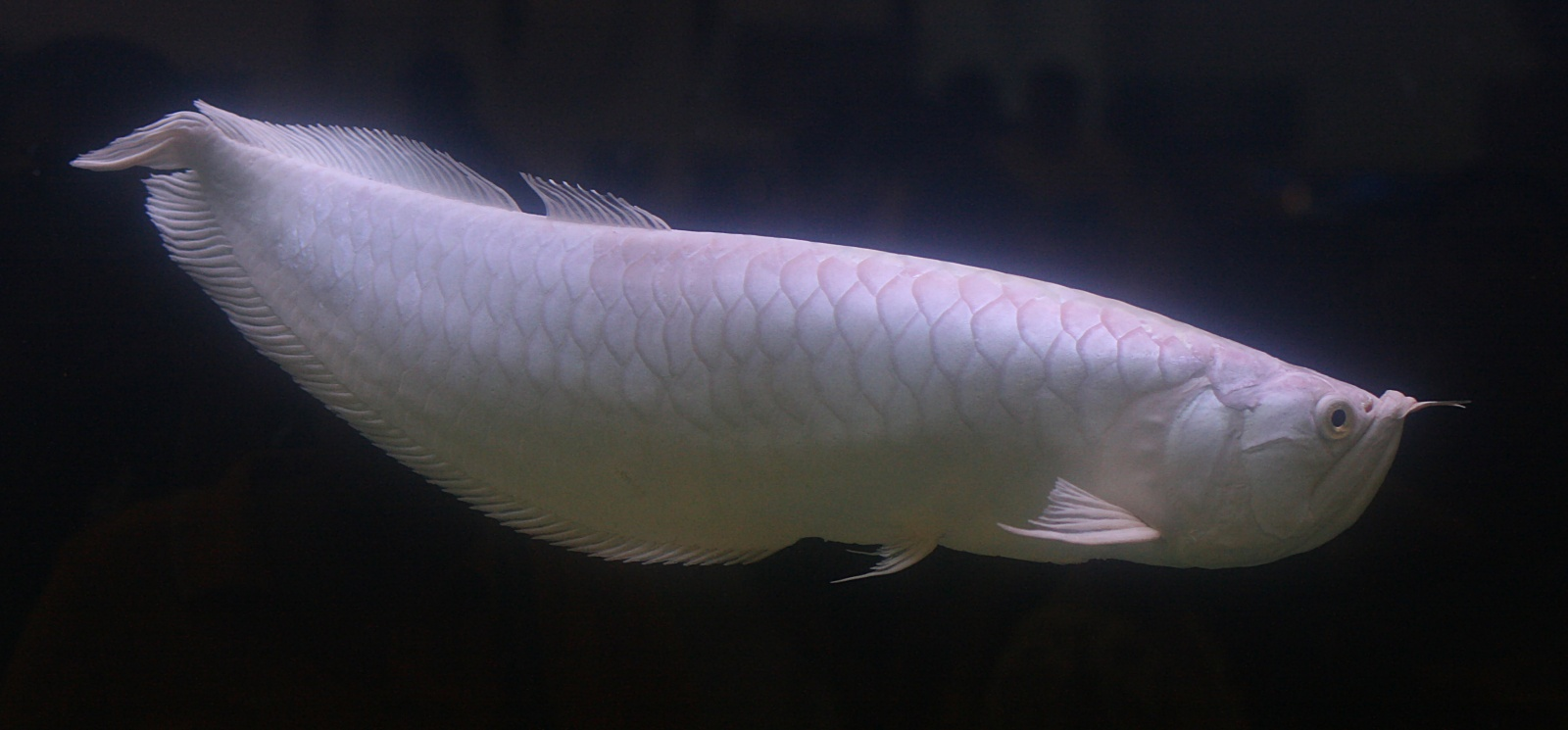
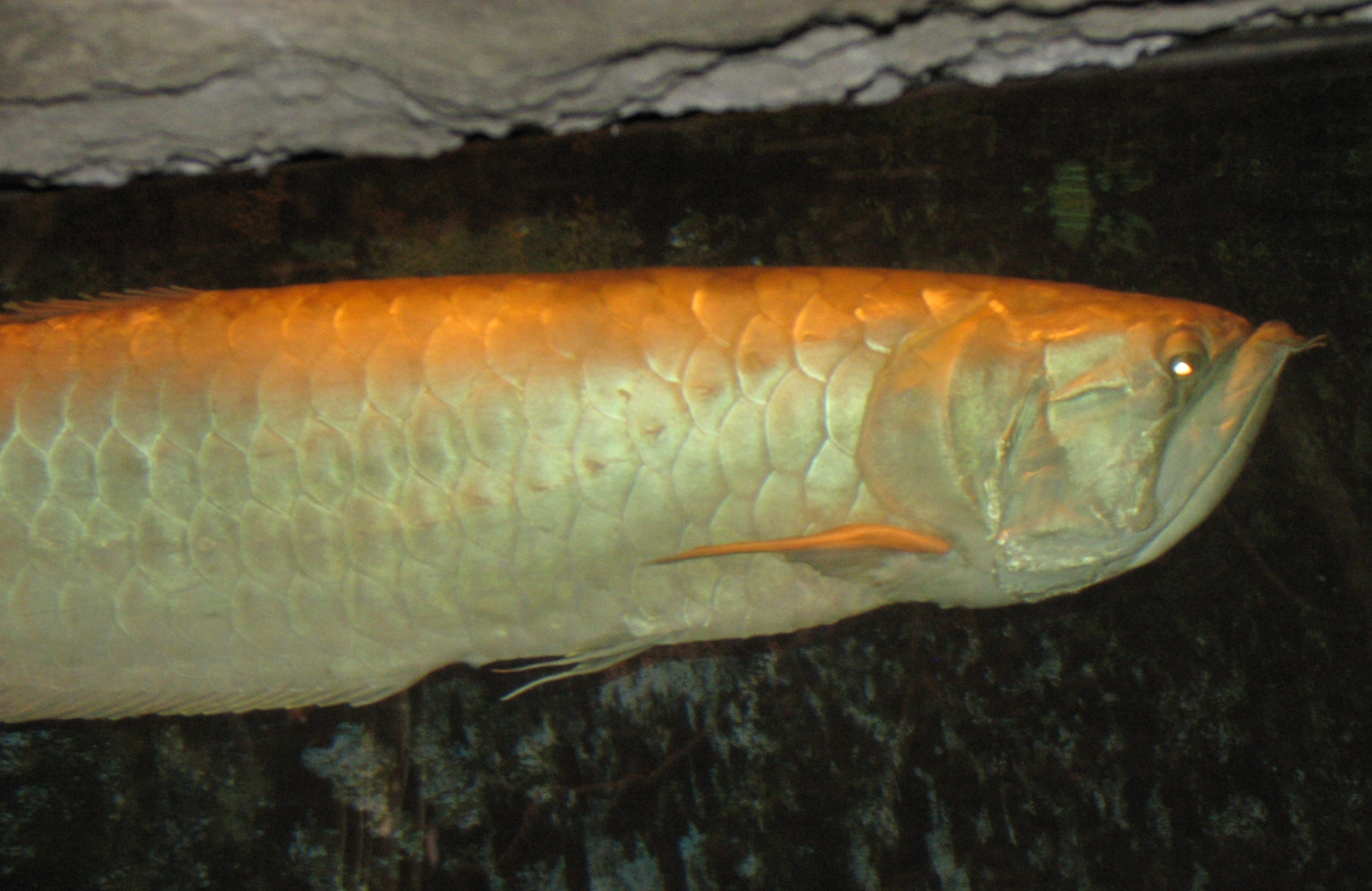
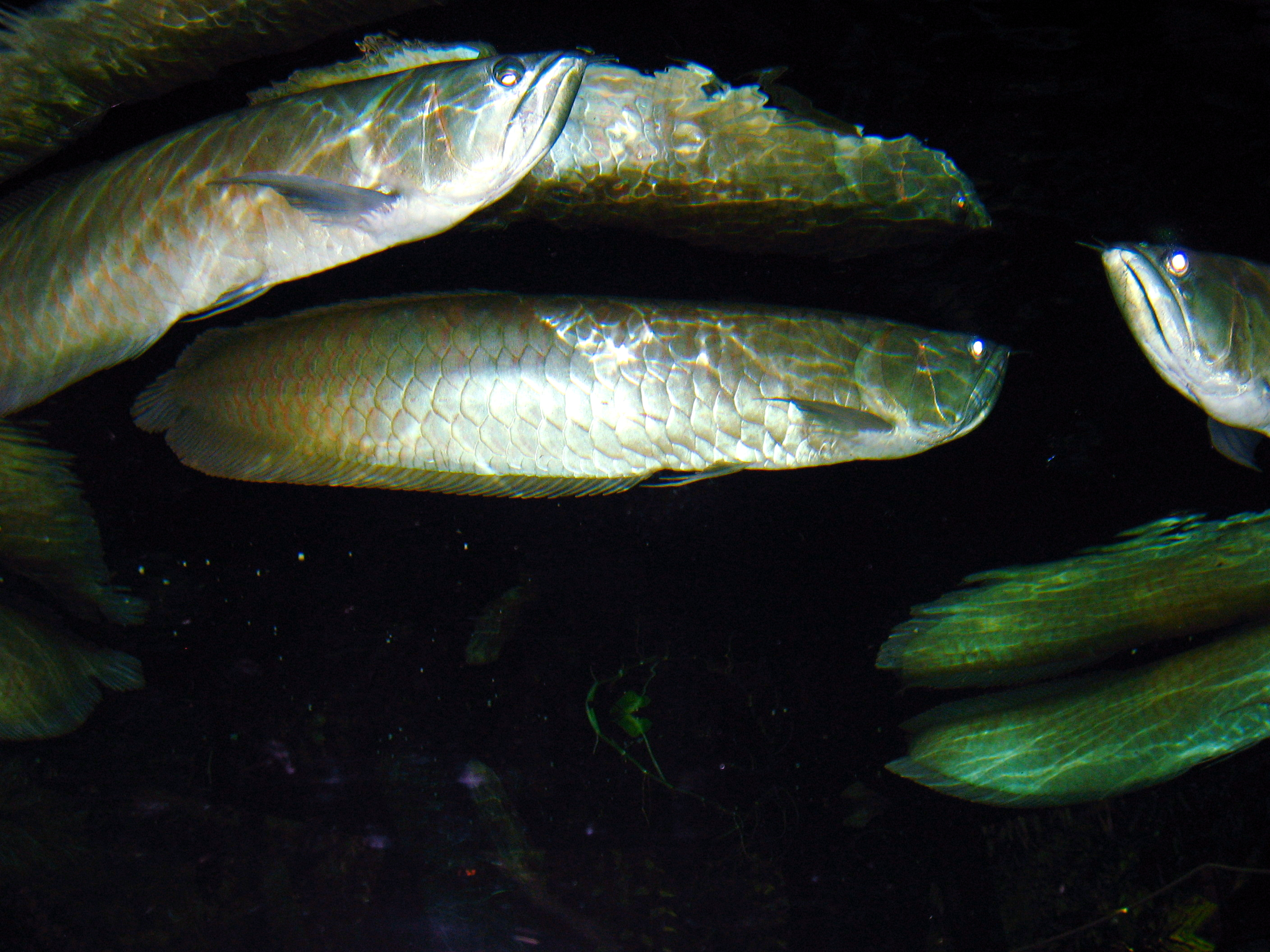
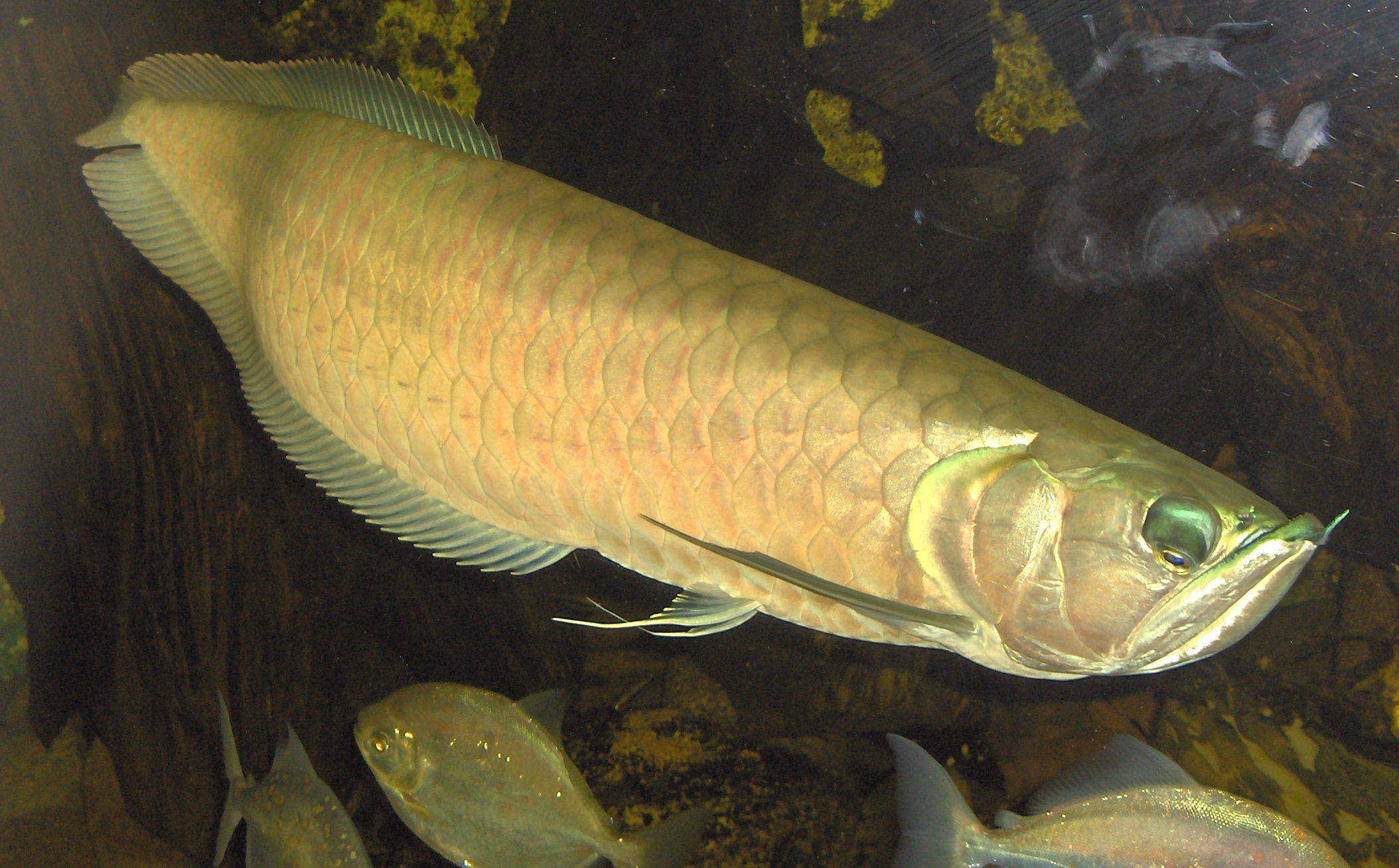
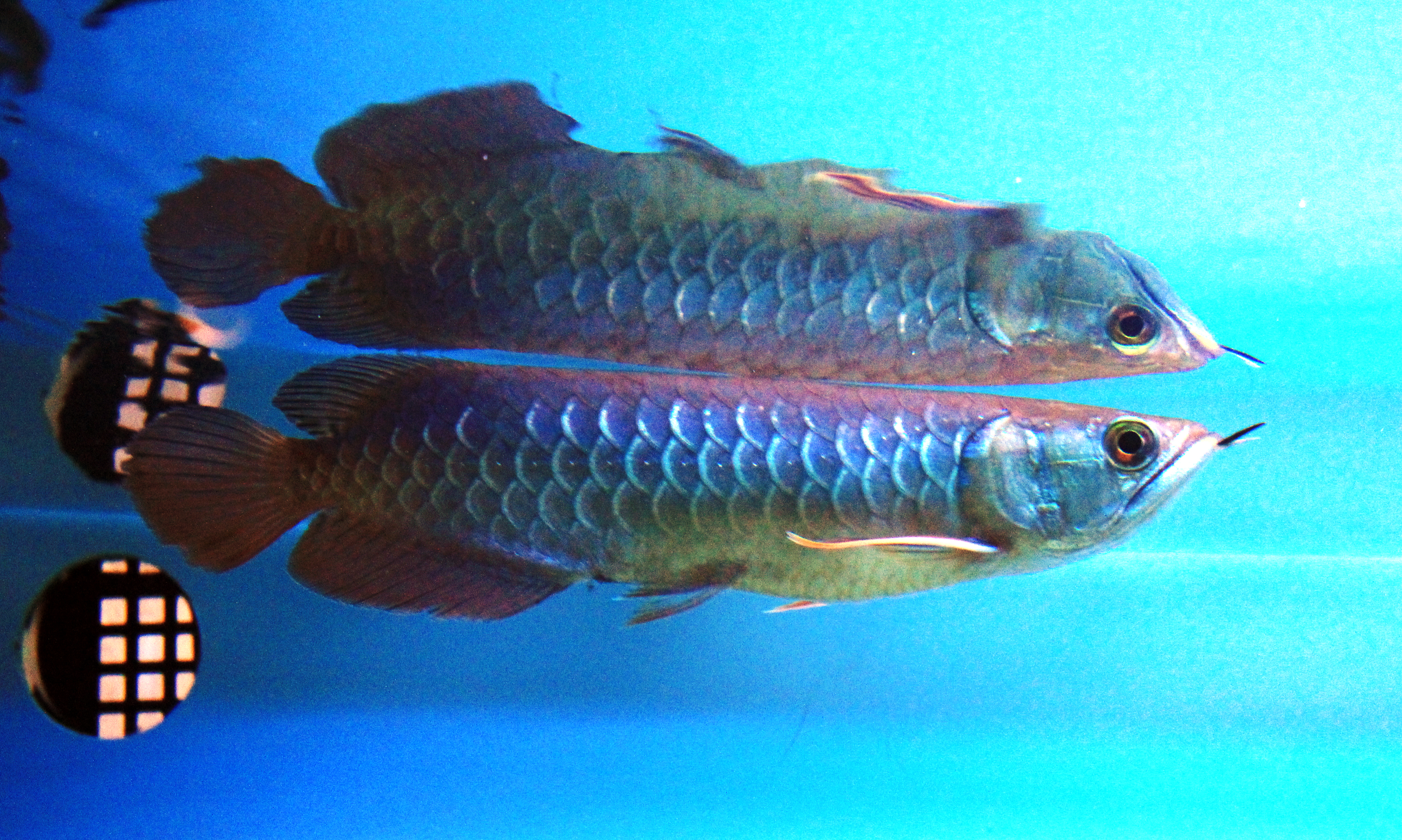
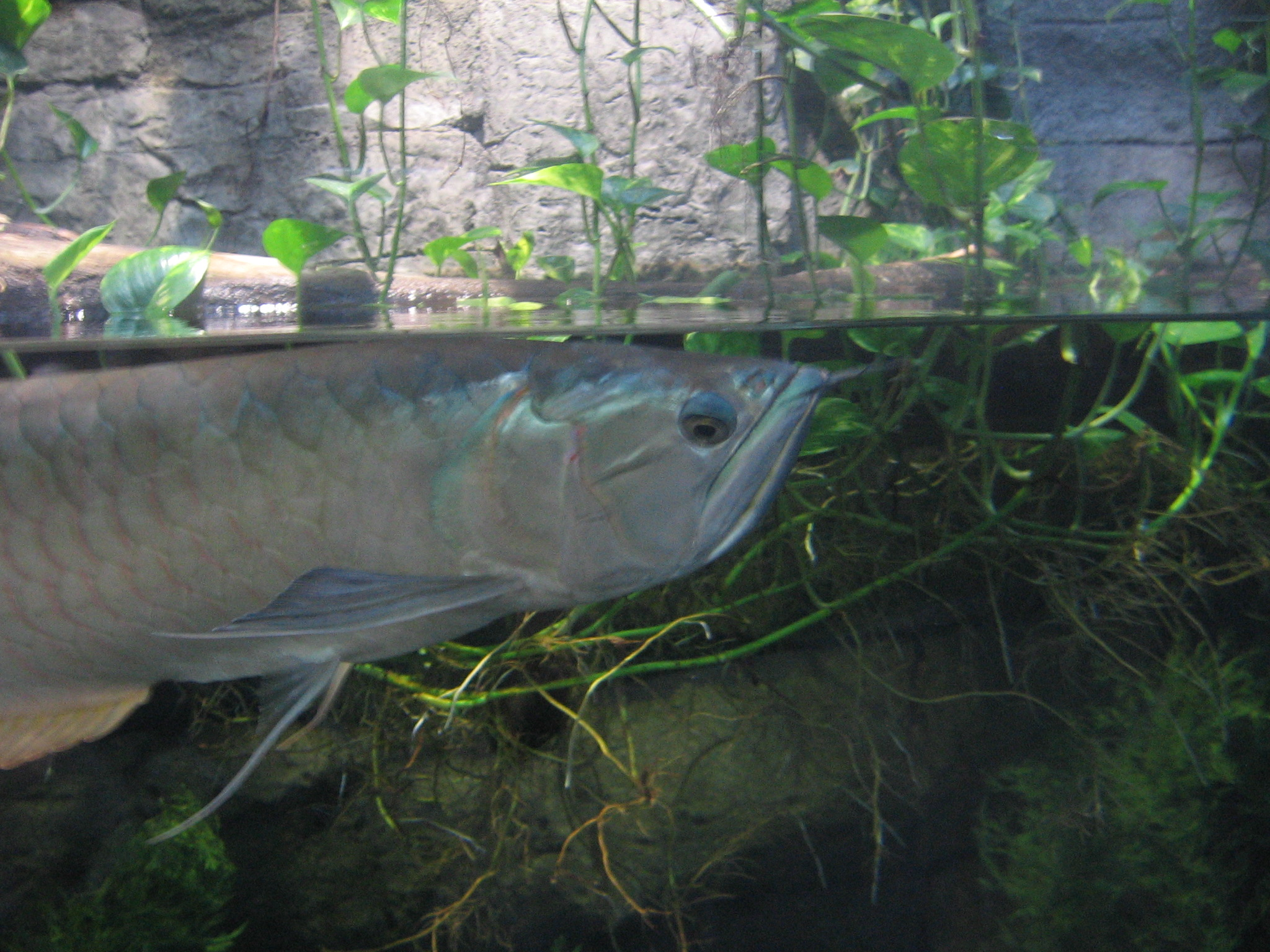